# Manning Wardle and Company
Manning Wardle era una società costruttrice di locomotive a vapore sita ad Hunslet, Leeds, nel West Yorkshire, nel Regno Unito.

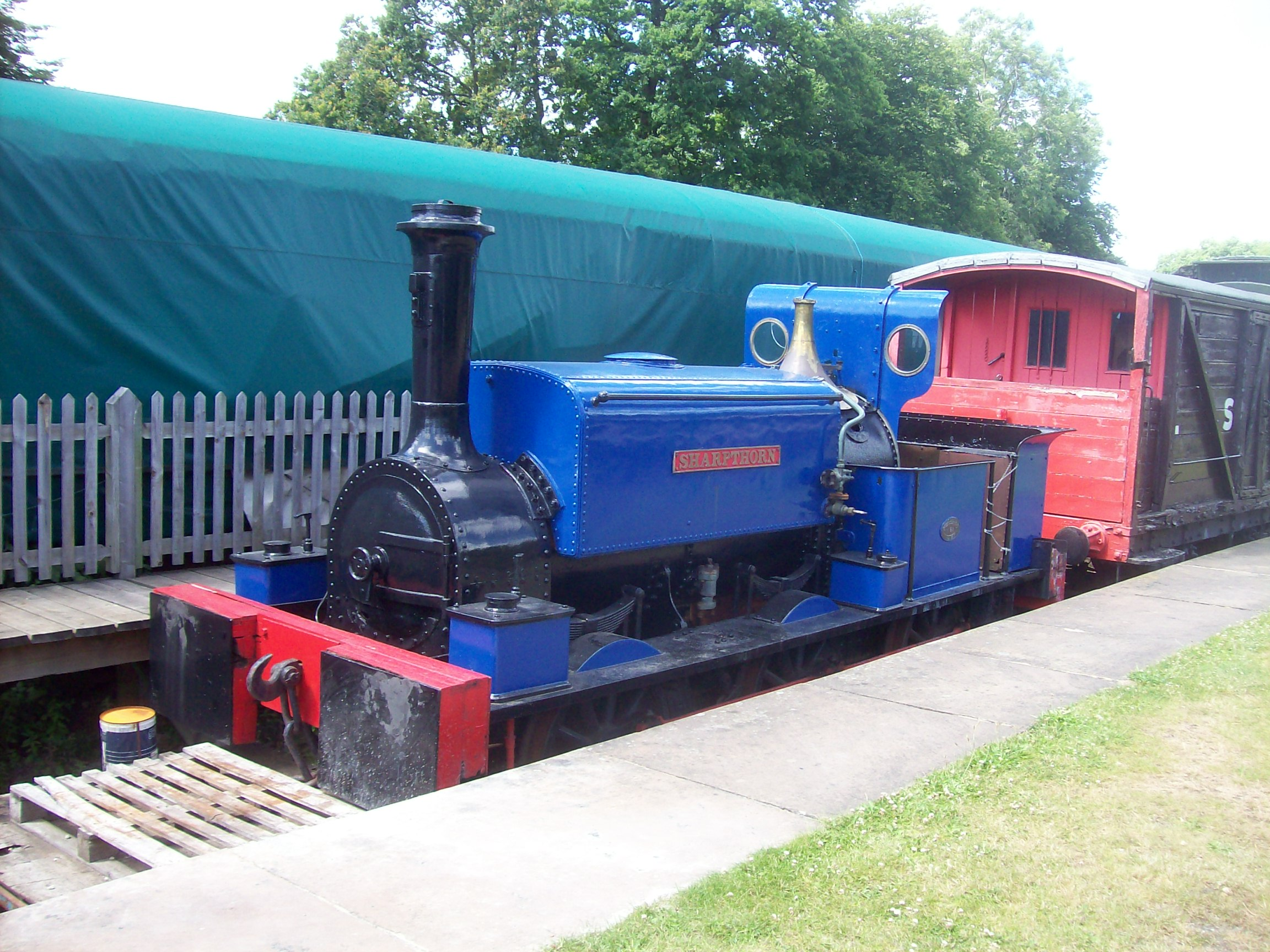
Locomotiva 0-3-0T 'Sharpthorn' costruita da Manning Wardle nel 1877 nella stazione di Horsted Keynes sulla Bluebell Railway

## Storia

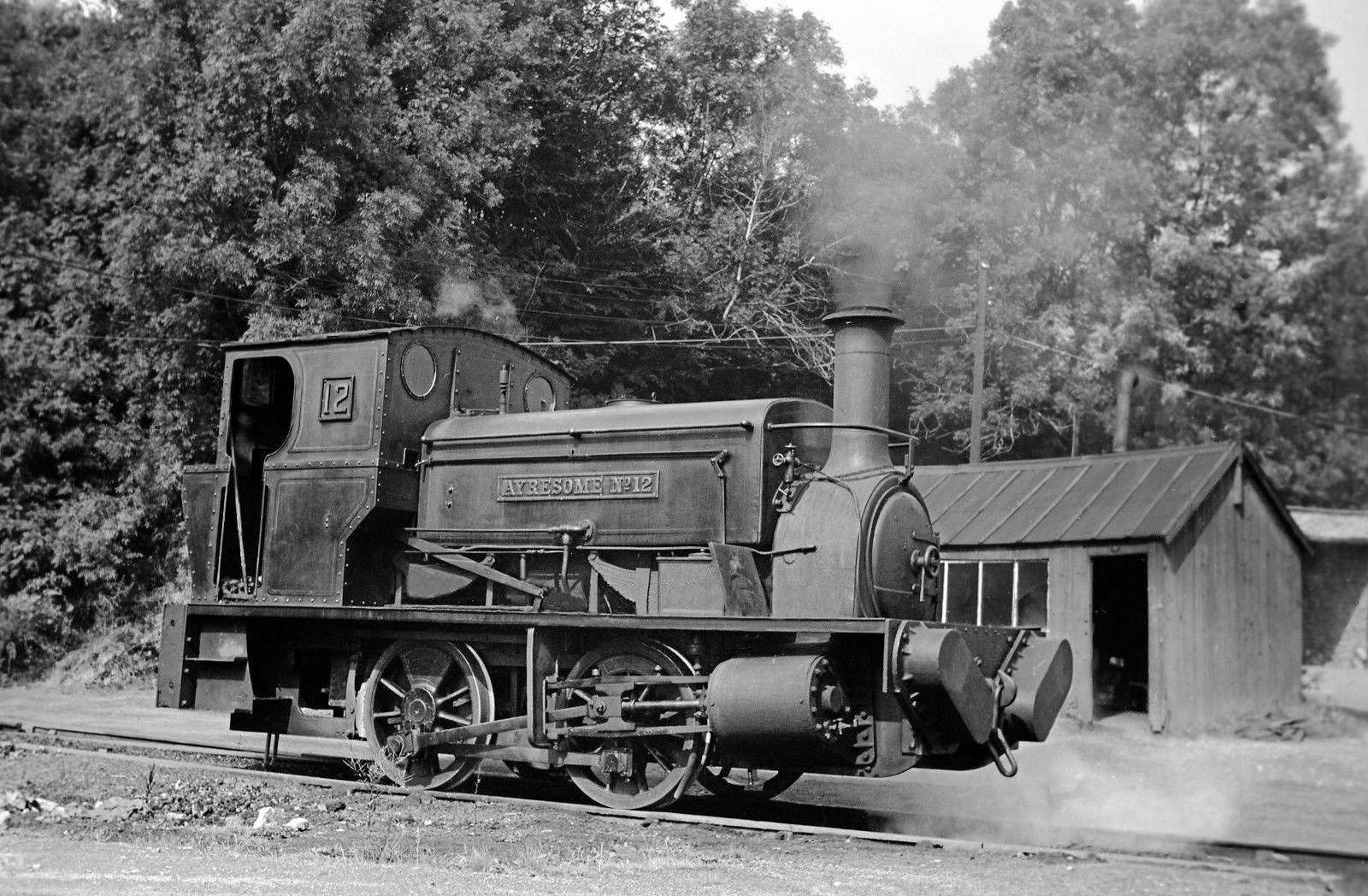
Ayresome N. 12 di Manning Wardle & Co.

In seguito alla chiusura della E.B. Wilson and Company nel 1858, la società Manning Wardle & Company ne acquisì i progetti concentrando la sua produzione su locomotive costruite su specifiche del cliente. 
La Manning Wardle produsse ed esportò locomotive a scartamento normale o ridotto per ferrovie in Europa, Africa, Medio Oriente, India, Australia e Sud America.
La società usò le tecniche tradizionali di costruzione durante tutta la sua esistenza ma non seppe rinnovarsi o implementare le tecniche più evolute atte a migliorare l'efficienza e il rendimento delle proprie locomotive. Ciò la rese sempre meno competitiva sui mercati. Nel 1927, dopo aver prodotto circa 2 000 locomotive a vapore cessò la produzione e uscì dal mercato.
L'ultima locomotiva costruita fu la locotender n. 2047, di rodiggio 0-3-0 ST, venduta alla società Rugby Cement Works nell'agosto del 1926.
In seguito alla chiusura le attrezzature e i progetti vennero acquisiti dalla Kitson and Company che realizzò una ventina di locomotive, su progetto Manning Wardle, fino alla sua chiusura nel 1938. I progetti dei vari modelli vennero in seguito ceduti alla Robert Stephenson and Hawthorns che realizzò ulteriori cinque macchine secondo il progetto Manning Wardle. I progetti Manning Wardle, infine, sono divenuti di proprietà della Hunslet-Barclay, di Kilmarnock, in Scozia, che è un'azienda fornitrice di servizi all'industria ferroviaria.
La proprietà intellettuale per le locomotive storiche è in atto della Hunslet Engine Company.